# Эспиноса, Брайан
Брайан Алексис Эспиноса Рамирес (исп. Bryan Alexis Espinoza Ramírez; 25 марта 1994, Коста-Рика) — коста-риканский футболист, защитник.

## Клубная карьера
Эспиноса начал карьеру в клубе «Эредиано», но за основную команду так и не дебютировал. В начале 2015 года Брайан на правах аренды присоединился к «Белену». 29 января 2015 года в матче против «Алахуэленсе» он дебютировал в чемпионате Коста-Рики. В начале 2016 года Эспиноса перешёл в «Перес-Селедон». В матче против «Кармелиты» он дебютировал за новый клуб.